# Ed Dodd
Edward Benton Dodd, dit Ed Dodd (1902-1991) est un auteur de bande dessinée américain. Dessinateur réaliste spécialisé dans le comic strip, il est surtout connu pour son strip quotidien écologiste Mark Trail (en), qu'il a créée en 1946 et dessiné jusqu'à sa retraite en 1978.